# Каменка (приток Тоймины)
Каменка — река в России, протекает в Даниловском районе Ярославской области. Устье реки находится в 2,8 км по левому берегу реки Тоймина от её устья. Длина реки составляет 13 км.
Крупнейший приток — Вокшерка, впадает справа в селе Костюшино.
Сельские населённые пункты около реки: Оголинское, Костюшино, Вокшеры; напротив устья — Быстреник.
В Костюшино пересекает федеральную автомагистраль М8 «Холмогоры».

## Данные водного реестра
По данным государственного водного реестра России относится к Верхневолжскому бассейновому округу, водохозяйственный участок реки — Волга от Рыбинского гидроузла до города Кострома, без реки Кострома от истока до водомерного поста у деревни Исады, речной подбассейн реки — Волга ниже Рыбинского водохранилища до впадения Оки. Речной бассейн реки — (Верхняя) Волга до Куйбышевского водохранилища (без бассейна Оки).
Код объекта в государственном водном реестре — 8010300212110000010583.